# Wilfried Eggers
Wilfried Eggers (* 1951 in Drochtersen) ist ein deutscher Rechtsanwalt und Krimiautor.

## Lebenslauf
Eggers war Sohn einer Bauernfamilie. Nach dem Abitur 1969 studierte er Rechtswissenschaft und skandinavische Sprachen (norwegisch, isländisch) in Kiel. Er unternahm ausgedehnte Sprach- und Bildungsreisen zu Fuß zwischen Galway, Reykjavík und Narvik.
Von 1979 bis 2021 arbeitete Eggers als selbständiger Rechtsanwalt und Notar in Drochtersen im Weser-Elbe-Dreieck. Er ist verheiratet und hat drei Kinder (geboren 1982, 1984 und 1988).

## Autor
Eggers hat bisher fünf Krimis und einen historischen Roman veröffentlicht. Sie spielen in seiner Heimat, der Moorlandschaft an der sogenannten Krimi-Straße im Krimiland Kehdingen-Oste, wo eine auffällige Häufung von Krimi-Autoren und Schauplätzen festzustellen ist. Seine Bücher zeichnen sich durch dichte Atmosphäre, Milieuschilderungen insbesondere der bäuerlichen Welt und des Justizbetriebes, die sorgfältige Charakteristik der Protagonisten sowie plattdeutsche Dialoge aus. Der im Jahr 2008 erschienene Türkei-Roman Paragraf 301 wurde für den Friedrich-Glauser-Preis 2009 nominiert. Im Oktober 2020 ist sein fünftes Buch, der Roman Das armenische Tor erschienen, der überwiegend im Iran spielt. Seit Mai 2023 ist die Wikinger-Saga Hammaburg im Buchhandel.

## Werke
- Die Tote, der Bauer, sein Anwalt und andere. Grafit, Dortmund 2000, ISBN 3-89425-233-2.
- Ziegelbrand. Grafit, Dortmund 2003, ISBN 3-89425-277-4.
- Paragraf 301. Grafit, Dortmund 2008, ISBN 978-3-89425-373-8.
- Die oder ich. Grafit, Dortmund 2011, ISBN 978-3-89425-389-9.
- Das armenische Tor. Grafit, Köln 2020, ISBN 978-3-89425-760-6.
- Hammaburg. Grafit, Köln 2023, ISBN 978-3-9865901-3-0.